# Сен Гилен
Сен Гилен (на френски: Saint-Ghislain) е град в Югозападна Белгия, окръг Монс на провинция Ено. Населението му е около 22 500 души (2006).